# Isabellatangara
Isabellatangara (Stilpnia cayana) är en fågel i familjen tangaror inom ordningen tättingar.

## Utseende och läte
Hane isabellatangara har svart på ansikte, strupe, bröst och buk som är kantat av beige. Hjässan och ryggen är också beigefärgad, medan den är mörkgrön på vingar och stjärt. Honan är helt beige under med gröanktiga vingar och stjärt, ljus strupe och en svag ögonmask. Nordliga fåglar har mask över ögonen, men saknar svart på strupe och buk, som istället är gråviolett respektive beigefärgad.

## Utbredning och systematik
Isabellatangaran förekommer i Sydamerika öster om Anderna. Den delas in i sju underarter med följande utbredning:
- cayana-gruppen
  - Stilpnia cayana cayana – förekommer från Colombia (östra sidan av Anderna) till Guyanaregionen, norra Brasilien och östra Peru
  - Stilpnia cayana fulvescens – förekommer i östra Anderna i Colombia
- flava-gruppen
  - Stilpnia cayana huberi – förekommer i nordöstra Brasilien (ön Marajó i regionen Pará)
  - Stilpnia cayana flava – förekommer i nordöstra Brasilien (från Maranhão och norra Goiás till sydligaste Bahia)
  - Stilpnia cayana sincipitalis – förekommer i centrala Brasilien (Goiás)
  - Stilpnia cayana margaritae – förekommer i centrala Brasilien (Mato Grosso)
  - Stilpnia cayana chloroptera – förekommer i Paraguay, sydöstra Brasilien (Minas Gerais) och nordöstra Argentina

Sedan 2016 urskiljer Birdlife International och naturvårdsunionen IUCN flava-gruppen som den egna arten "strimbukig tangara".

### Släktestillhörighet
Traditionellt placeras arten i släktet Tangara. Genetiska studier visar dock att släktet är polyfyletiskt, där en del av arterna står närmare släktet Thraupis. Dessa resultat har implementerats på olika sätt av de internationella taxonomiska auktoriteterna, där vissa expanderar Tangara till att även inkludera Thraupis, medan andra, som tongivande Clements et al., delar upp Tangara i mindre släkten. I det senare fallet lyfts isabellatangara med släktingar ut till släktet Stilpnia, och denna linje följs här.

## Levnadssätt
Isabellatangaran är en vanlig fågel i savann, skogsbryn, öppet skogslandskap och i trädgårdar. Den ses ofta i par eller tillsammans med andra arter i fruktbärande träd, men slår olikt många andra arter vanligen inte följe med kringvandrande artblandade flockar.

## Status
Internationella naturvårdsunionen IUCN bedömer hotstatus för underartsgrupperna (eller arterna) var för sig, båda som livskraftiga.

## Bilder

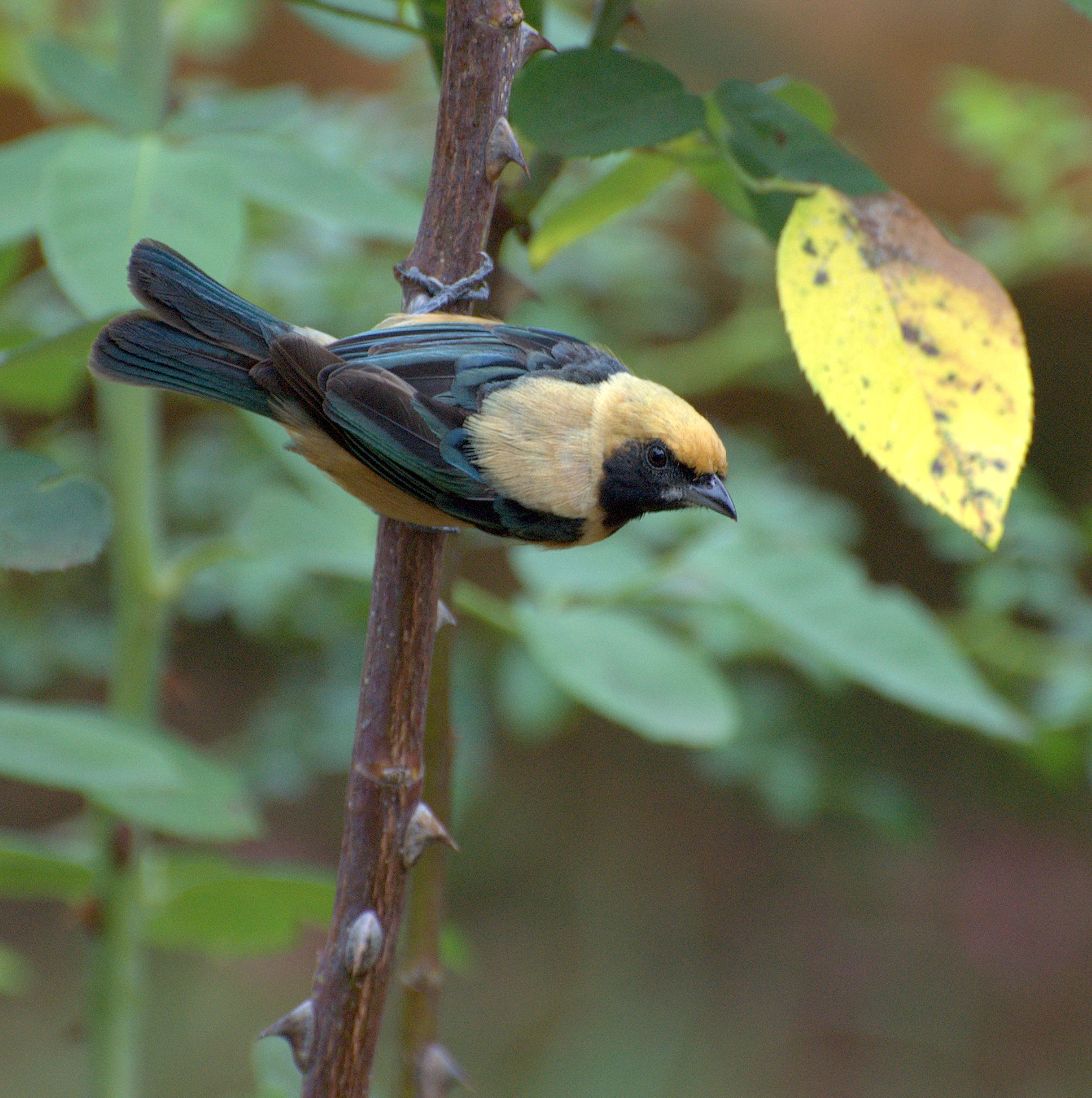
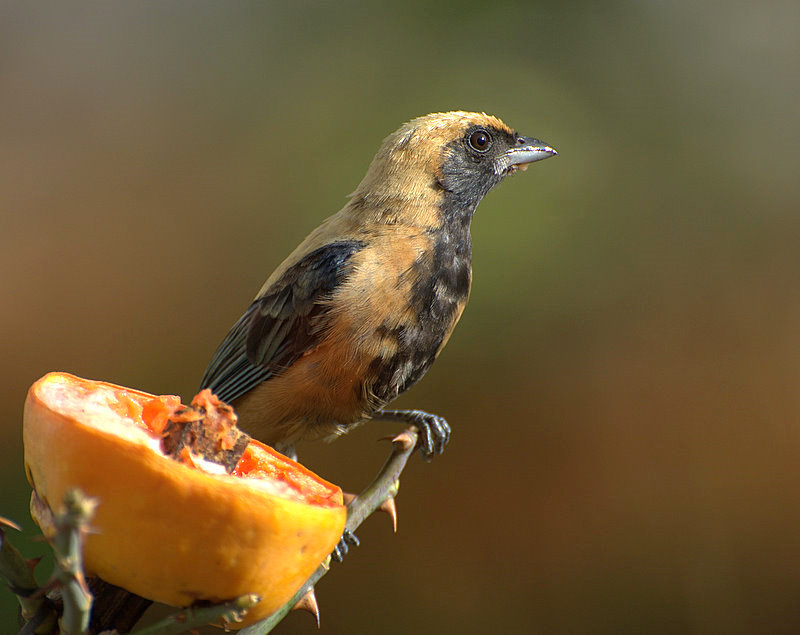
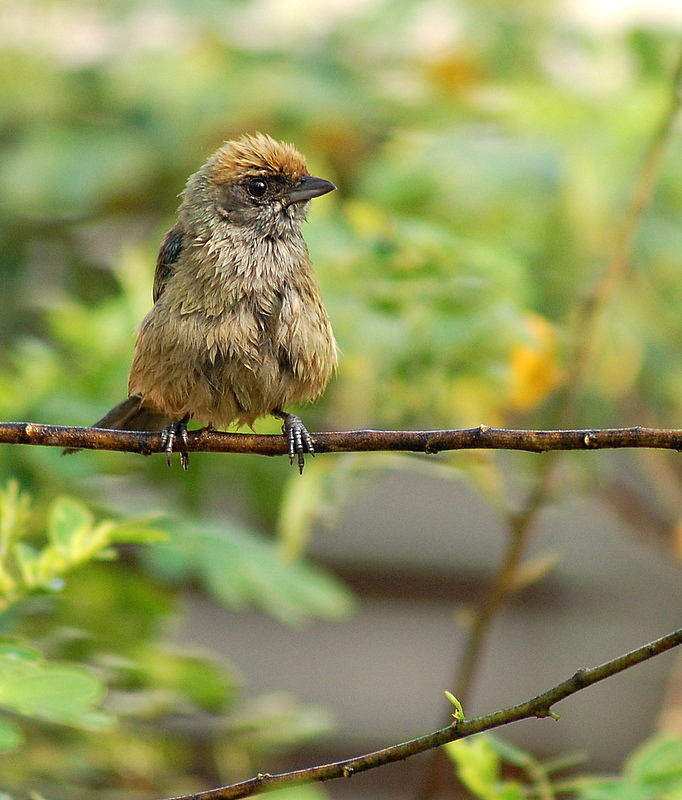
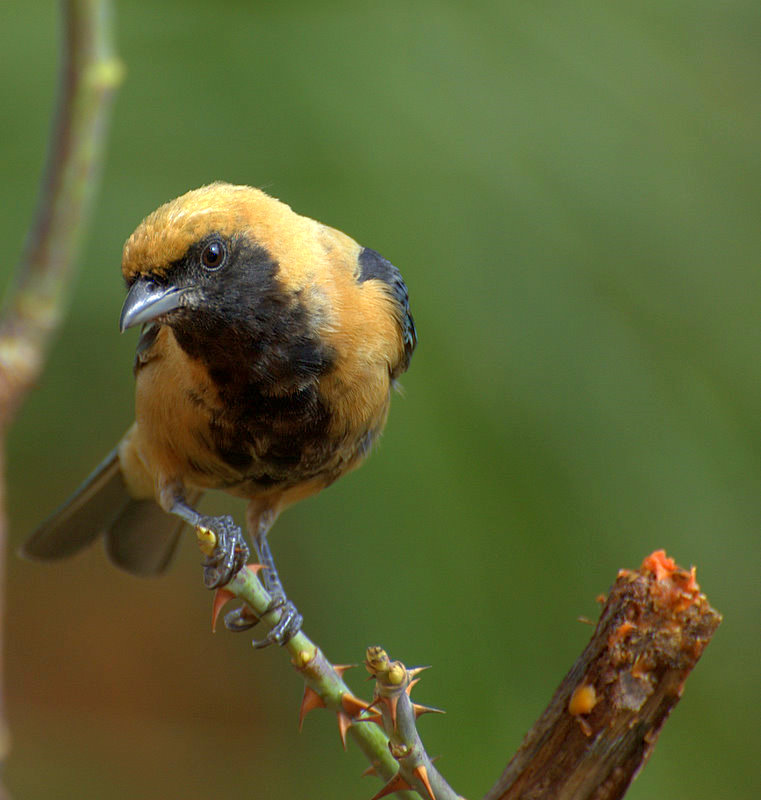
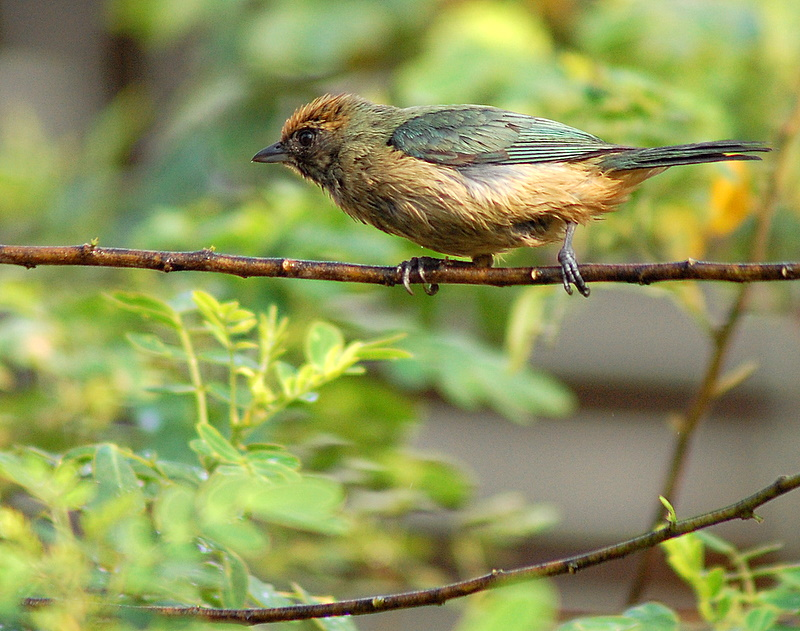